# 하우스 뷰티풀
하우스 뷰티풀(House Beautiful)은 장식과 가정 예술에 초점을 맞춘 인테리어 데코레이션 잡지이다. 1896년에 처음 출판되었으며 현재는 1934년에 발행을 시작한 허스트 코퍼레이션에서 발행하고 있다. "쉘터 매거진"으로 알려진 장르에서 가장 오래된 잡지이다.